# Eclipse solar de 12 de setembro de 2034

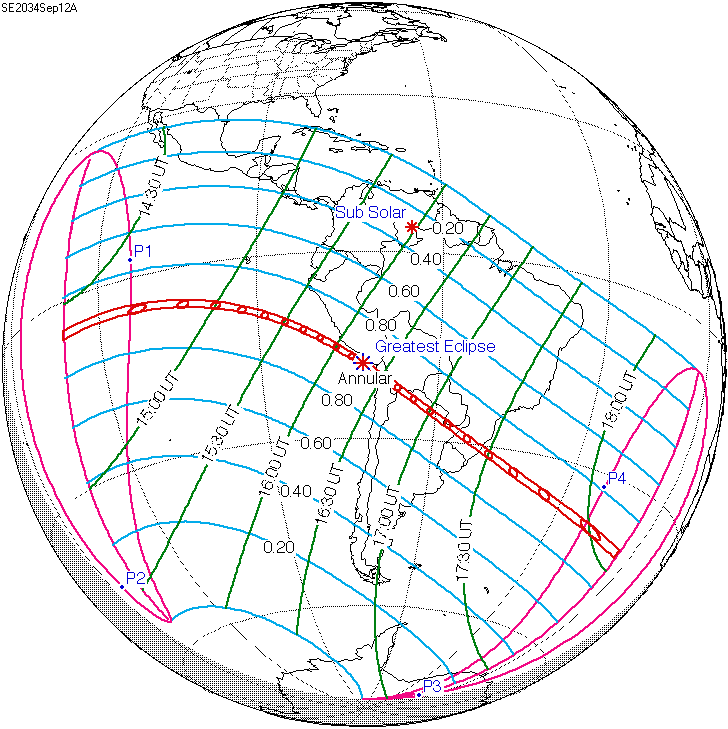

Um eclipse solar anular ocorrerá na terça-feira, no dia 12 de setembro de 2034. Um eclipse solar ocorre quando a Lua passa entre a Terra e o Sol, bloqueando a luz do Sol para um observador na Terra. Um eclipse solar anular ocorre quando o diâmetro aparente da Lua é menor que o do Sol, bloqueando a maior parte da luz do Sol e fazendo com que o Sol pareça um anel (anel). Um eclipse anular aparece como um eclipse parcial sobre uma região da Terra com milhares de quilômetros de largura.

## Visibilidade
O eclipse começará no Oceano Pacífico e entrará na América do Sul. O eclipse será vista no norte do Chile, no sul da Bolívia, o norte da Argentina, o sul do Paraguai e o sul do Brasil. O eclipse entrará então no Oceano Atlântico e terminará aproximadamente 2 000 milhas (3 200 km) a sudeste da América do Sul.